# Orazio Borgianni

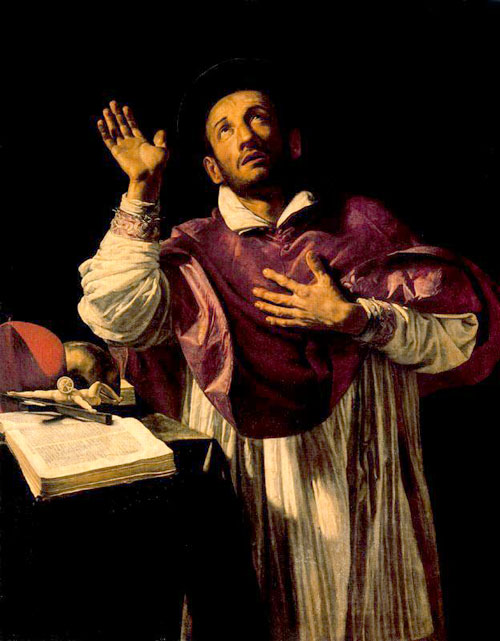
Orazio Borgianni, Św. Karol Boromeusz (1610-16)

Orazio Borgianni lub Borgiani (ur. ok. 1578 w Rzymie, zm. 11 stycznia 1616 tamże) – włoski malarz okresu wczesnego baroku, caravaggionista.
Ok. 1593 pracował na Sycylii. W l. 1598–1602 i 1605 przebywał w Hiszpanii.
Malował przede wszystkim obrazy religijne. Jego malarstwo wykazuje wyraźne cechy twórczości Correggia, Jacopa Bassano, Tintoretta, Giovanniego Lanfranca i Caravaggia.

## Wybrane dzieła
- Autoportret – Madryt, Prado,
- Autoportret (1615) – Rzym, Galleria Nazionale d’Arte Antica,
- Chrystus w ogrodzie Getsemani (ok. 1610) – Brunszwik, Herzog Anton Ulrich-Museum,
- Ekstaza św. Franciszka – Madryt, Prado,
- Pietà – Rzym, Galleria Spada,
- Śmierć św. Jana Ewangelisty – Drezno, Gemaeldegalerie,
- Św. Bonawentura (ok. 1610–1616) – Pasadena, Norton Simon Museum,
- Św. Karol Boromeusz (1610–1616) – St. Petersburg, Ermitaż,
- Św. Karol Boromeusz (1611–1612) – Rzym, San Carlo alle Quattro Fontane,
- Św. Krzysztof niosący małego Chrystusa (ok. 1615) – Edynburg, National Galleries of Scotland,
- Święta Rodzina ze św. Elżbietą, młodym Janem Chrzcicielem i aniołem – Rzym, Galleria Nazionale d’Arte Antica.
- Wizja św. Hieronima – Paryż, Luwr